# Brainstorm (Disco-Funk-Band)
Brainstorm war eine amerikanische Disco-Funk-Band, die 1977 durch die Singles Wake Up and Be Somebody und Lovin’ Is Really My Game bekannt wurde.

## Bandgeschichte
Die Gruppe wurde 1976 in Chicago gegründet und bestand aus Belita Woods, Charles Overton, Jeryl Bright, Larry Sims, Gerald Kent, Trenita Womack, Lamont Johnson, Willie Wooten, Bob Ross und Renell Gonsalves, dem Sohn des langjährigen Saxophonisten Duke Ellingtons, Paul Gonsalves.
Im Dezember 1976 erschien die Debütsingle Wake Up and Be Somebody, die Anfang 1977 auf Platz 48 der Billboard R&B-Charts kletterte. Im März gelang mit diesem Track zum ersten und letzten Mal der Einstieg in die US-Popsinglecharts, wo er Platz 86 erreichte. Im April folgte mit Lovin’ Is Really My Game ein weiterer Hit, der sowohl in den US-R&B- als auch Dance-Charts auf Platz 14 kam. Das zugehörige Album Stormin’ platzierte sich auf Rang 31 der R&B-Charts, aber auch auf Rang 145 der US-Albumcharts.
Das nächste Studioalbum, Journey to the Light, wurde 1978 veröffentlicht und erreichte Platz 53 der R&B-Charts. Lediglich die Auskopplung We’re on Our Way Home schaffte mit Platz 84 eine Notierung in der R&B-Hitliste. Das 1979 folgende dritte Album, Funky Entertainment, verfehlte eine Chartplatzierung, jedoch sind darauf mit Hot for You (Platz 65) und You Put a Charge in My Life (Platz 84) zwei R&B-Charthits enthalten. Hot for You kletterte außerdem auf Platz 21 der Billboard Dance-Charts.
1980 trennte sich Brainstorm.

## Mitglieder
- Belita Karen Woods (* 23. Oktober 1948 in Detroit, Michigan; † 14. Mai 2012 ebenda) – Leadgesang
- Charles „Chuck“ Overton (* in St. Louis, Missouri) – Saxophon
- Jeryl R. Bright (* 18. Juli 1955 in Los Angeles, Kalifornien) – Posaune, Gesang
- Eugene Lamont Johnson – Bass, Gesang
- Larry H. Sims (* 25. Juni 1951) – Trompete
- Renell Gonsalves (* 13. Juli 1948) – Schlagzeug
- William L. Wooten, III (* 1954 in den USA) – Vibraphon, Keyboard
- Jeffery Deon Estus (* 4. Juli 1956 in Detroit, Michigan; † 11. Oktober 2021) – Bass, Gesang
- Gerald Kent (* 1952) – Gitarre
- Trenita Womack aka Bongo Lady Way – Gesang
- Robert „Bob“ Ross – Keyboard

## Diskografie

### Studioalben
| Jahr | Titel Musiklabel                | Höchstplatzierung, Gesamtwochen, AuszeichnungChartplatzierungen (Jahr, Titel, Musiklabel, Platzierungen, Wochen, Auszeichnungen, Anmerkungen) | Höchstplatzierung, Gesamtwochen, AuszeichnungChartplatzierungen (Jahr, Titel, Musiklabel, Platzierungen, Wochen, Auszeichnungen, Anmerkungen) | Anmerkungen                                                |
| Jahr | Titel Musiklabel                | US | R&B | Anmerkungen                                                |
| ---- | ------------------------------- | --- | --- | ---------------------------------------------------------- |
| 1977 | Stormin’ Tabu 2048              | US145 (16 Wo.)US | R&B31 (24 Wo.)R&B | Erstveröffentlichung: Februar 1977 Produzent: Jerry Peters |
| 1978 | Journey to the Light Tabu 35327 | — | R&B53 (5 Wo.)R&B | Erstveröffentlichung: März 1978 Produzent: Jerry Peters    |

Weitere Studioalben
- 1979: Funky Entertainment (Tabu 35749)

### Singles
| Jahr | Titel Album                                     | Höchstplatzierung, Gesamtwochen, AuszeichnungChartplatzierungen (Jahr, Titel, Album, Platzierungen, Wochen, Auszeichnungen, Anmerkungen) | Höchstplatzierung, Gesamtwochen, AuszeichnungChartplatzierungen (Jahr, Titel, Album, Platzierungen, Wochen, Auszeichnungen, Anmerkungen) | Höchstplatzierung, Gesamtwochen, AuszeichnungChartplatzierungen (Jahr, Titel, Album, Platzierungen, Wochen, Auszeichnungen, Anmerkungen) | Anmerkungen                                                            |
| Jahr | Titel Album                                     | US | R&B | Dance | Anmerkungen                                                            |
| ---- | ----------------------------------------------- | --- | --- | --- | ---------------------------------------------------------------------- |
| 1977 | Wake Up and Be Somebody Stormin’                | US86 (3 Wo.)US | R&B48 (11 Wo.)R&B | — | Erstveröffentlichung: Dezember 1976 Autor: Gerald Kent                 |
| 1977 | Lovin’ Is Really My Game Stormin’               | — | R&B14 (17 Wo.)R&B | Dance14 (26 Wo.)Dance | Erstveröffentlichung: April 1977 Autoren: Belita Woods, Trenita Womack |
| 1978 | We’re on Our Way Home Journey to the Light      | — | R&B84 (6 Wo.)R&B | — | Erstveröffentlichung: März 1978 Autor: Gerald Kent                     |
| 1979 | Hot for You Funky Entertainment                 | — | R&B65 (6 Wo.)R&B | Dance21 (14 Wo.)Dance | Erstveröffentlichung: Mai 1979 Autoren: Belita Woods, Trenita Womack   |
| 1979 | You Put a Charge in My Life Funky Entertainment | — | R&B84 (7 Wo.)R&B | — | Erstveröffentlichung: August 1979 Autoren: Jerry Peters, Lynn Mack     |

Weitere Singles
- 1978: Every Time I See You, I Go Wild!
- 1978: Loving Just You